# Gunderup Kirke
Gunderup Kirke er en kirke i Gunderup Sogn i Aalborg Kommune, Region Nordjylland. Indtil Kommunalreformen i 1970 lå sognet i Fleskum Herred, Aalborg Amt.
Kor og kirkeskib er opført i 1100-tallet, men kirken blev omkring år 1445 ombygget og udvidet. Omkring år 1500 er der tilføjet et kapel på sydsiden af kirken. Begge døre er bevaret, syddøren tilmuret, norddøren stadig i brug. Norddøren har profilerede kragsten, er udvendigt buet og indvendigt retkantet afsluttet, i tærskelstenen er indhugget et kors. I korets sydmur ses en tilmuret dør med svær rundstav, der forneden hviler på profilerede, klokkeagtige baser.
På sydsiden af koret findes en skakbrætsten med 5 vandrette og 6 lodrette rækker.
I skibets sydmur er indsat en kvader med hånd der holder en nøgle, muligvis et symbol for Sankt Peter. Korsarmskapel ved skibets sydside, sakristi mod nord, tårn og våbenhus er opført i sengotisk tid. I våbenhuset ses to runesten (Gunderup-stenen 1 og Gunderup-stenen 2) med indskrifterne "Toke rejste disse stene og gjorde disse kumler efter sin måg Abe en velbyrdig theng og sin moder Tove. De ligger begge i denne høj. Abe undte Toke sit gods efter sig", og "Østen satte denne sten efter sin fader Asulv". Bygningen blev istandsat i 1914.
Den høje korbue er bevaret med profilerede kragbånd og karnissokkel. I sengotisk tid fik kor og skib indbygget krydshvælv. Mellem skib og sydkapel er brudt to spidsbuede arkader. Trappen til prædikestolen er ført op gennem arkadepillen. Altertavlen er en lutheransk fløjaltertavle fra 1537-38. Prædikestolen er fra slutningen af 1800-tallet.
I 1930 afdækkedes kalkmalerier fra sengotisk tid i sydkapellet. På arkadepillen ses Maria i solgissel, i buen ses Kristoffer. I hvælvene ses Bebudelsen, Besøgelsen, Kongernes tilbedelse, Dåben, Korsfæstelsen, Dommedag og en Nådestol. Kalkmalerierne blev konserveret af E. Lind. Et par våben for Rod og Vårst blev ikke bevaret. Kalkmalerierne dateres til omkring 1500, stilen er manieret og kompositionen rodet.
Den romanske døbefont af granit har dobbeltløver med sammenknyttede haler på kummen
- Døbefonten
- Alter
- Prædikestol